# Jaskinia w Małym Krakowie
Jaskinia w Małym Krakowie – jaskinia w Dolinie Kościeliskiej w Tatrach Zachodnich. Ma dwa otwory wejściowe położone obok siebie w Żlebie pod Wysranki, na wysokościach 990 i 992 m n.p.m. Długość jaskini wynosi 12 metrów, a jej deniwelacja 2,5 metra.

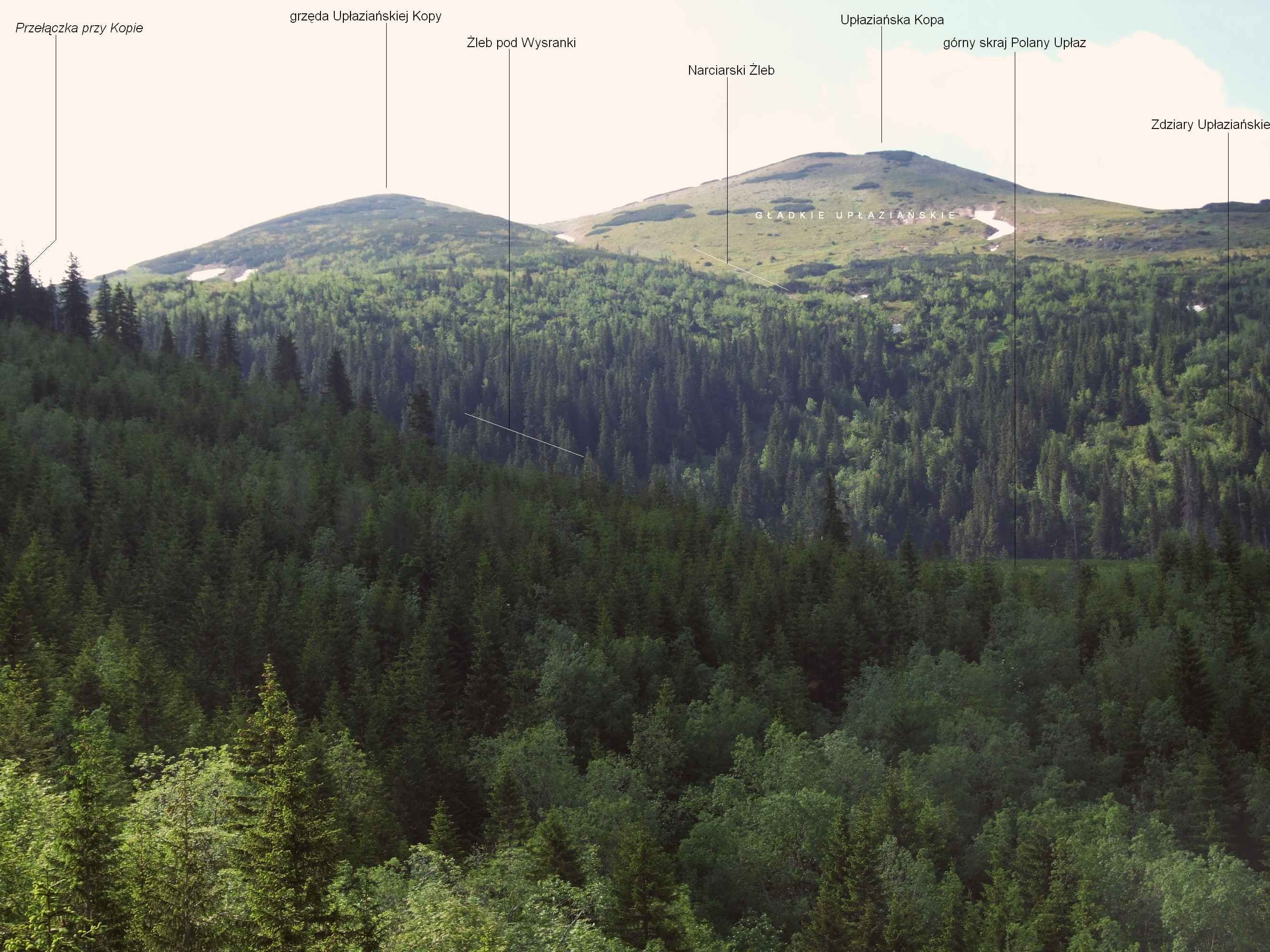
Widok z Upłaziańskiego Wierszyka

## Opis jaskini
Jaskinię stanowi niewielka salka, do której prowadzą dwa duże otwory wejściowe. Odchodzi z niej szczelinowy, kilkumetrowy korytarzyk.

## Przyroda
W jaskini można spotkać nacieki grzybkowe. Ściany są mokre, brak jest na nich roślinności.

## Historia odkryć
Jaskinię odkryli Stefan Zwoliński i Z. Leisten w maju 1915 roku. Stefan Zwoliński Żleb pod Wysranki nazywał Małym Krakowem i stąd jej nazwa.